# Лазуренко, Сергей Иванович
Сергей Иванович Лазуренко (укр. Сергій Іванович Лазуренко; род. 23 сентября 1967) — начальник подземного участка по добыче угля № 2 производственного структурного подразделения «Шахта „Самарская“» акционерного общества «ДТЭК Павлоградуголь», Днепропетровская область. Герой Украины (2011).

## Биография
Родился 23 сентября 1967 года.
В 1993 году окончил Днепропетровский горный университет.
В 1996 году начал работать горным мастером на шахте «Самарская» АО «ДТЭК Павлоградуголь», находящейся в городе Терновка Днепропетровской области.
В 2006 году возглавил участок № 2, за время руководства коллективом создал команду единомышленников, выполнение плановых показателей стало честью каждого горняка участка.
Член Партии регионов, депутат Терновского городского совета.

## Награды и звания
- Герой Украины (с вручением ордена Державы) — за выдающийся личный вклад в развитие отечественного топливно-энергетического комплекса, достижение высоких показателей в производстве, многолетний самоотверженный труд (23.08.2011).
- знак «Шахтёрская слава» трёх степеней
- знак «Шахтёрская доблесть» III степени.